# Валентин Глушко
Валентин Глушко (на руски: Валентин Петрович Глушко) е роден на 20 август (2 септември) 1908 г. в Одеса и починал на 10 януари 1989 г. в Москва е съветски учен и инженер в областта на ракетно-космическата техника.
Той е основател на съветското ракетостроене на базата на течните горива.

## Биография
Син е на медицинска сестра и започва да се занимава с аеронавтика, след като прочита романите на Жул Верн. Следва физика и математика в Ленинград, но поради липса на средства напуска, без да завърши.
От 1929 до 1930 г. прави изследвания в лаборатория за газова динамика. Става член на ГИРД (Група за изучаването на реактивното движение), основана в Ленинград през 1931 г.
По време на Сталинските репресии е арестуван през 1938 г. През 1939 г. е осъден на 8 години трудово-изправителен лагер и изпратен да работи в така наречената шарашка (секртно научно-конструкторско бюро). Там работи със Сергей Корольов.
Валентин Глушко играе главна роля в развитието на ракетната техника на СССР.

## Критика
Сред неговите най-големи и с дългосрочен ефект грешки на Глушко при развитието на съветската космическа програма е категоричното отричане на водорода като гориво на космическите двигатели. И докато в Съветския съюз се дискутира възможността за използването на водорода в космическата техника, в САЩ специалистите на НАСА създават ракетата „Сатурн V“, във втората и третата степен на която се използва успешно течен водород за гориво в съчетание с течен кислород.